# Aleksander Kreek
Pour les articles homonymes, voir Kreek.
Aleksander Kreek, né le 21 juillet 1914 à Lihula et mort le 19 août 1977 à Toronto, est un athlète estonien, spécialiste du lancer du poids.
Il mesurait 1,91 m pour 97 kg. Son principal titre est d'avoir remporté le concours de lancer du poids lors des Championnats d'Europe à Paris en 1938.